# Apostasia no Islã

Países onde a apostasia é punida com pena de morte (vermelho) e prisão e perda da custódia dos filhos (marrom). Em amarelo estão países onde é proibido converter um muçulmano. Atualmente, isto acontece apenas em países islâmicos.

Países onde, em 2007, a apostasia era punida com a pena de morte de acordo com legislações nacionais (preto) ou regionais (cinza escuro). Atualmente, isto acontece apenas em países islâmicos.

A apostasia no Islã (em árabe: ردة riddah ou ارتداد irtidād) é comumente definida como o abandono consciente do Islã por um muçulmano, seja verbalmente ou por escrito. O conceito inclui o ato de conversão para outra religião por uma pessoa que nasceu em uma família muçulmana ou que tinha anteriormente aceito o Islã. A definição de apostasia do Islamismo e se e como deve ser punida é controversa e as opiniões variam entre os estudiosos islâmicos.
A apostasia no Islã inclui no seu âmbito não só a deliberada renúncia à fé Islâmica (se for de outra religião ou a irreligiosidade) pelo ato específico de se submeter a rituais de conversão para outra religião, mas também simplesmente negar ou meramente questionar qualquer "princípio fundamental ou credo" do Islã, tais como a divindade de Alá, a missão profética de Maomé, zombar de Alá ou adorar um ou mais ídolos. Diferentes denominações e escolas de pensamento muçulmanas também podem interpretar diferentes evidências adicionais sobre o que cada um considera um princípio fundamental da fé. No entanto, os juristas muçulmanos desde o início desenvolveram instituições jurídicas para burlar a punição severa em denúncias ou acusações de apostasia. Estas instituições definiam o que era apostasia e até pelo menos antes do século XI, praticamente não houve julgamento de apostasia, embora isto não tenha sido aplicado de forma consistente em todo o mundo islâmico.
O termo apóstata também tem sido usado para pessoas de religiões que traçam suas origens no Islã, tal como os Bahá'ís no Irã. A apostasia no Islã não inclui atos contra o Islã ou a conversão a outra religião que é involuntária, forçada ou feita por medo de perseguição ou durante a guerra (Taqiyya ou Kitman).
Até o final de 1800, a grande maioria dos estudiosos Islâmicos nas escolas de jurisprudência Madhhab e Imamah (xiita) consideravam que para os homens adultos, a apostasia era um crime bem como um pecado, um ato de traição punível com a pena de morte, normalmente após um período de espera para permitir que o apóstata arrependa-se e volte ao Islã. O tipo de apostasia geralmente considerado punível pelos juristas era a o tipo político, embora houvesse  considerável diferença de opinião sobre esse assunto no meio jurídico islâmico. Wael Hallaq afirma que "em uma cultura cujos fundamentos são a religião, os princípios religiosos e a moral religiosa, a apostasia é, de alguma forma, equivalente a alta traição no moderno Estado-nação." No final dos anos 1800, a utilização de sanções penais por apostasia caíu em desuso, apesar de sanções civis terem sido aplicadas.
De acordo com Abdul Rashied Omar, a maioria dos estudiosos muçulmanos modernos continuam a manter uma visão tradicional de que a pena de morte por apostasia é necessária de acordo com os hádices e a Xaria. Os juristas muçulmanos que apoiam a execução dos apóstatas apontam frequentemente para um hádice - uma tradição atribuída ao Profeta Maomé no século VII - que afirma que um muçulmano que deixa a religião deve ser morto. Outros argumentam que a pena de morte é uma punição inadequada, inconsistente com as injunções do Corão, visto que foi promulgada em um momento em que a primeira comunidade islâmica enfrentava inimigos internos que ameaçavam a sua unidade e segurança, sendo necessário impedir e punir o que seria equivalente a uma deserção ou traição e devia ser aplicada somente se a apostasia passasse a se tornar um mecanismo de  desobediência civil e  de  desordem  (fitna). Como tal, muçulmanos moderados rejeitam tal pena. De acordo com críticos, a pena de morte ou outra punição por apostasia no Islã é uma violação de direitos humanos universais e um problema de liberdade religiosa e de consciência. Alguns consideram que a apostasia no Islã é um tipo de crime religioso, embora outros não.
Ahmed Mohamed el-Tayeb  o imã da Mesquita de al-Azhar do Cairo desde 2010, afirma que os estudiosos islâmicos clássicos e contemporâneos concordam que a apostasia é um crime potencialmente punível com a morte. Para ele, não há contradição entre defender o princípio da liberdade religiosa e sancionar o assassinato de cidadãos simplesmente por mudar suas crenças religiosasː "a liberdade de crença é uma coisa e a liberdade de renunciar a uma crença religiosa particular (i.é, o Islão)  é outra coisa".
Sob as leis atuais em países islâmicos, a punição prescrita para o apóstata (oumurtadd مرتد) varia de execução, prisão ou nenhuma punição. Tribunais da Charia em alguns países, usam o código civil para anular o casamento de um muçulmano apóstata e negam os direitos de guarda de seus filhos, bem como seus direitos de herança. Entre 1985 e 2006, quatro pessoas foram executadas por governos islâmicos por apostasia: "no Sudão, em 1985; dois no Irã, em 1989 e 1998; e Arábia Saudita, em 1992." Em 2013, 23 países de maioria muçulmana tinham a apostasia em suas leis penais. e 13 consideravam-na punível com a pena capital.
Entre 2008 e 2012, o  Pew Research Center conduziu um inquérito,  baseado em entrevistas presenciais de milhares de muçulmanos — defensores da Xaria como a Lei dos respectivos países —  em muitas nações, e encontrou opiniões variadas sobre a pena de morte para aqueles que deixam o Islão pelo ateísmo ou qualquer outra religião. Em alguns países ( por exemplo Bósnia, Kosovo, Turquia, Albânia e Casaquistao)  o apoio à pena de morte por apostasia estava confinado a uma pequena franja; noutros países (como o Egito, Afeganistão, Iraque, Palestina, Jordânia, Paquistão e Malásia )  a grande maioria dos entrevistados apoiavam a pena de morte.